# Tuning

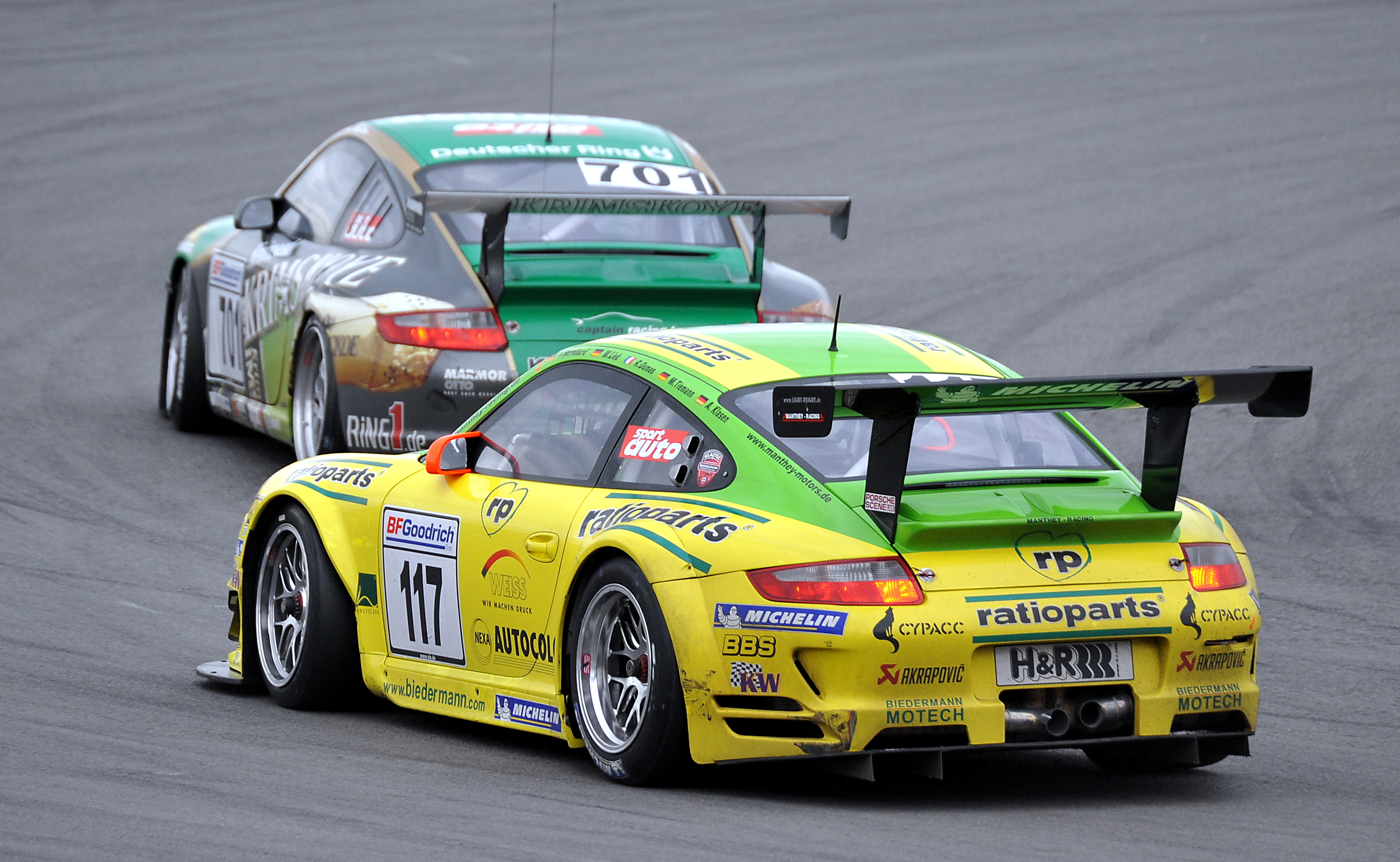
Een door Manthey Racing getunede Porsche 911 GT3 RSR

Tuning is het modificeren van auto's of motorfietsen.
Meestal gaat het erom deze voertuigen sportiever en opvallender te maken. Tuning kan zowel in het exterieur als in het interieur plaatsvinden. Een wagen kan licht getuned worden, met bijvoorbeeld enkele spoilers of labeltjes, kleuraccenten en andere velgen, of zwaarder, met bijvoorbeeld grote onderdelen van andere wagens. Het stretchen of bepantseren van auto's kan ook als tunen gezien worden, maar dit valt eerder onder aparte "branches".

## Populariteit
Tuning is vooral populair onder jongeren. Er zijn duizenden bedrijven in de wereld die zich gespecialiseerd hebben in tuning. Deze bedrijven bieden een grote diversiteit aan pakketten, kits of onderdelen. Vooral in Duitsland en Japan is de tuningindustrie groot en divers; hier zijn dan ook veel bekende tuners gevestigd.
Tunen is voor veel mensen een vaste hobby geworden: er gaat bij sommigen enorm veel geld en tijd in het werk zitten. Vanwege deze populariteit zijn er ook veel beurzen, tentoonstellingen, evenementen, bijeenkomsten en races in verband met het tunen van wagens.
Volgens velen is tuning pas echt gaan bloeien nadat in 2001 de eerste film in de reeks The Fast and the Furious uitkwam. Velen probeerden de helden en de auto's van die film na te bootsen. Voor de jongere generatie is dit zeker van toepassing, echter is het tunen en modificeren van auto's al zo oud als het bestaan van automobilen. In de jaren 30 en 40 ontstond de hot rod-cultuur in de Verenigde Staten en deze is daar nog steeds zeer populair.

## Tuning en styling
Een veelgemaakte fout is dat tuning en styling hetzelfde zouden zijn.
- Tuning is het goed afstellen van een apparaat.[1] Hierbij is het doel om het vermogen en de prestaties van een voertuig te verbeteren. Het is eigenlijk de Engelse benaming van het Nederlandse "opvoeren".
- Stylen of pimpen richt zich meer op uiterlijk vertoon. Het gaat hierbij niet om een betere prestatie van de auto, maar om het gebruik van bodykits, speciale verf, bestickering en dergelijke. Een voorbeeld hiervan is het cleanen. De auto ziet er anders uit, maar presteert er niet beter door.

De verwarring over deze twee zaken is begrijpelijk, want aanpassingen kunnen zowel tuning als styling inhouden. Een grote spoiler achter op de auto verandert bijvoorbeeld de aerodynamica rond de auto en zorgt voor meer neerwaartse druk aan de achterkant van de auto. Op een zwaar opgevoerd voertuig heeft het nut, omdat dat de extra neerwaartse druk (en dus betere grip) kan gebruiken om sneller bochten te nemen. Als dezelfde spoiler echter op een standaardauto geplaatst wordt, dan zorgt de modificatie voor slechtere prestaties; de Cw-waarde wordt verhoogd en er kan geen voordeel gehaald worden uit de extra neerwaartse druk.

## Tuners, tuning en styling
De meeste tuners kunnen verschillende automerken onder handen nemen. Regelmatig gaat het om merken van dezelfde groep, bijvoorbeeld BMW, Honda, VW, Mitsubishi en Toyota.
Veel gestylde wagens zijn de Volkswagen Golf, de Peugeot 206, de Honda CRX (Del Sol), Opel Corsa en de Seat Ibiza. Dit zijn keer op keer kleine drie- of vijfdeursmodellen. Tuning is dan ook een alternatief indien men geen geld heeft voor een dure sportwagen. Tuning is er ook bij de duurdere automerken: er zijn tuningprogramma's voor Maybach, Rolls-Royce, Aston Martin, Lamborghini, Nissan GT-R en dergelijke. Men kan ook zelf een auto tunen, om er zeker van te zijn dat hij uniek is. Dit bespaart tevens veel geld. Onderdelen kunnen worden gekocht, zelf gemaakt, of van de sloop gehaald worden, om deze zodanig aan te passen dat ze onderdeel kunnen worden van een getunede auto.
Populaire tuningaspecten zijn spoilers vooraan, omdat de wagen dan lager bij de grond staat, en achteraan voor de neerwaartse druk en de opvallendheid. Muziekinstallaties, In Car Entertainment (ICE), lak en stickers zijn populaire stylingaspecten.
Ook zijn er stylers die oude wagens omzetten in de nieuwe modellen, of kleine sportwagens omzetten (alleen uiterlijk dan) in supersportwagens. Naast de zichtbare stylingonderdelen zijn er bedrijven die alleen de motor onder handen nemen; een voorbeeld hiervan is chiptuning. Verder is er nog veel meer aan onzichtbare tuning, bijvoorbeeld het inbouwen van (extra) turbo's of het vergroten van de cilinderinhoud. Maar ook het verbeteren van de luchtinlaat, de uitlaat en alles wat daartussen valt, is een populaire aanpassing.

## Evenementen
Belangrijke aspecten voor tuners zijn het zien en gezien worden en de sociale contacten. Dit gebeurt op internet op een van de vele forums en sociaalnetwerksites, maar vooral ook tijdens auto- en tuningevenementen die er gehouden worden. Veel kleine verenigingen komen wekelijks samen en organiseren één keer per jaar een grote bijeenkomst, waarbij ze ook andere clubs uitnodigen. Zulke evenementen kunnen vele duizenden liefhebbers trekken.
Grotere evenementen van meer professionele aard zijn onder andere 100% Tuning in Rotterdam Ahoy en de Essen Motorshow in Duitsland. Deze trekken vele tienduizenden bezoekers en de grote auto- en tuningbedrijven presenteren hier hun nieuwste producten.